# Vladimir Filipović
Vladimir Filipović (Ludbreg, 26. srpnja 1906. – Silba, 26. lipnja 1984.), hrvatski filozof.

## Životopis
Klasičnu gimnaziju pohađao je u Bjelovaru i Zagrebu. U  Zagrebu je 1929. diplomirao filozofiju i slavistiku te je 1930. doktorira tezom „Problem vrijednosti. Historijska i kritičko-sistematska rasprava”. Kasnije je postao asistentom na katedri za filozofiju zagrebačkoga Filozofskog fakulteta. Bio je izvanredni profesor od 1952. te redoviti profesor od 1957. godine. Bio je ravnatelj Instituta za filozofiju te glvni urednik časopisa „Prilozi za istraživanje hrvatske filozofske baštine”.

## Djela
- „Moderna psihologija u pedagogiji” (1938.)
- „Logika za srednje škole” (1941.)
- „Filozofija renesanse” (1956.)
- „Klasični njemački idealizam” (1962.)
- „Novija filozofija zapada” (1968.)

### Članci
- Zenko, Franjo. 1998. Filipović, Vladimir. Hrvatski biografski leksikon. Zagreb.  journal zahtijeva |journal= (pomoć)